# 天塩炭砿鉄道
天塩炭礦鉄道（てしおたんこうてつどう）は、北海道北西部に鉄道路線を有した民営鉄道である。
北海道炭礦汽船（北炭）が天塩炭礦で産出する石炭を運ぶために建設した。同じ留萌炭田には既に留萠鉄道があったため、旧国名の天塩を路線名に用いた。会社設立時は天塩鉄道（てしおてつどう）と称したが、1959年（昭和34年）に改称。1967年（昭和42年）に鉄道路線を廃止し、バス部門を第二会社の天塩鉄道バス（現・てんてつバス）へ引き継いだ。
本項では、天塩炭礦鉄道が保有した鉄道路線に関することについて、主に記述するものとする。

## 路線データ
- 区間（営業キロ）：留萠 - 達布 25.4km
- 軌間：1067mm
- 駅数：8
- 複線区間：なし（全線単線）
- 電化区間：なし（全線非電化）
- 閉塞方式：タブレット閉塞式
- 軌条：30kg
- 橋梁：14箇所
- 隧道：3箇所
- 機関区：留萠駅構内

## 歴史
天塩鉄道は、北海道炭礦汽船（北炭）天塩炭礦の石炭を、留萌に建設が予定された北海道人造石油第二工場へ運ぶために敷設されたものである。北炭は1901年（明治34年）に天塩炭礦の鉱区を取得したが、本格的な開発に着手したのは昭和に入ってからで、1933年（昭和8年）頃より鉄道敷設計画に着手していた。一方、北海道人造石油は1938年（昭和13年）施行の人造石油製造事業法に基づく北炭傍系の国策会社で、滝川工場と留萠事業所を設置して石炭液化による人造石油の製造を企図した。
北炭は1938年（昭和13年）に天塩炭礦の石炭輸送と御料林木材輸送を主な目的に、留萠 - 達布間の鉄道敷設免許を申請し、翌年これを取得した。太平洋戦争開戦間もない1941年（昭和16年）12月18日に開業したが、戦時体制下での資材調達は困難で、工事の遅れた天塩本郷 - 達布間は石炭輸送（車扱貨物）のみで先行開業し、不足した車両は夕張鉄道より借り入れて補った。
敗戦により人造石油製造が中止されると、北炭天塩炭礦の事業は立ち行かなくなって採炭中止が決まったため、1951年（昭和26年）4月に天塩鉄道みずから炭礦を譲り受けて経営することになり、1959年（昭和34年）には社名を天塩炭礦鉄道に変更した。輸送量もその頃がピークだが、貨物は年間20万トン余り、旅客輸送密度も約850人/日ほどで振わなかった。
同時期の他の炭鉱鉄道のような内燃動車導入による客貨分離は最後まで行わず、路線バス事業の免許を取得して旅客を移行した。昭和40年代に入ると会社再建計画により住吉炭礦の露天掘りや日新炭礦の新坑口を開設したが期待通りの成果が得られず、1967年（昭和42年）4月に両炭礦の採炭が終了すると同時に存在理由を失い、バス事業を新会社に引き継いで鉄道を廃止した。

### 年表
- 1938年（昭和13年）7月21日：天塩鉄道留萠 - 達布間鉄道敷設免許申請
- 1939年（昭和14年）
  - 3月15日：天塩鉄道敷設免許
  - 3月15日：天塩鉄道設立
- 1941年（昭和16年）12月18日：留萠 - 天塩本郷間運輸営業および天塩本郷 - 達布間車扱貨物営業開始、臼谷、天塩本郷、達布各駅営業開始[2]
- 1942年（昭和17年）
  - 6月29日：天塩本郷 - 達布間一般貨物営業開始
  - 8月1日：天塩本郷 - 達布間旅客営業開始、沖内、寧楽、天塩住吉各駅営業開始[3]
- ?：臼谷駅を桜山駅に改称
- 1945年（昭和20年）：達布駅裏貯木場へ達布森林鉄道が接続
- 1949年（昭和24年）7月25日：春日町停留場設置届
- 1951年（昭和26年）4月1日：天塩鉄道が北炭より天塩炭礦を譲り受けて操業開始
- 1957年（昭和32年）
  -  ?：達布森林鉄道廃止
  - 2月10日：達布専用線小平蘂川橋梁付近で氷雪のため貨車2両脱線、内1両河中に転落
- 1959年（昭和34年）5月30日：天塩炭礦鉄道に社名変更
- 1961年（昭和36年）6月1日：路線バス事業免許
- 1967年（昭和42年）
  - 7月27日：運輸営業廃止許可（申請：5月12日）
  - 7月31日：運輸営業廃止。バス部門を天塩鉄道バスに譲渡し、清算業務に入る

## 駅一覧
*印は交換可能な駅
留萠駅 - 春日町駅（北緯43度57分22.3秒 東経141度39分55.3秒 / 北緯43.956194度 東経141.665361度） - 桜山駅（北緯43度58分35.1秒 東経141度41分38.4秒 / 北緯43.976417度 東経141.694000度） - *天塩本郷駅（北緯43度59分49.3秒 東経141度42分49.1秒 / 北緯43.997028度 東経141.713639度） - 沖内駅（北緯44度0分10.6秒 東経141度45分25.0秒 / 北緯44.002944度 東経141.756944度） - 寧楽駅（北緯44度1分22.1秒 東経141度46分59.5秒 / 北緯44.022806度 東経141.783194度） - *天塩住吉駅（北緯44度1分41.9秒 東経141度48分27.9秒 / 北緯44.028306度 東経141.807750度） - 達布駅（北緯44度2分56.6秒 東経141度51分24.2秒 / 北緯44.049056度 東経141.856722度）

### 接続路線
- 留萠駅：留萠本線・羽幌線
- 達布駅：達布森林鉄道

## 運行
1965年（昭和40年）4月10日ダイヤ改正時
- 列車本数：留萠 - 達布間 混合列車3往復、天塩住吉 - 達布間 貨物列車3往復
- 所要時間：留萌 - 達布間 混合列車50分 - 56分、天塩住吉 - 達布間 貨物列車9分 - 10分

1967年（昭和42年）4月20日ダイヤ改正時
- 列車本数：留萠 - 達布間 混合列車1往復、天塩住吉 - 達布間 貨物列車1往復
- 所要時間：留萌 - 達布間 混合列車50分 - 56分、天塩住吉 - 達布間 貨物列車9分 - 10分

## 車両

### 蒸気機関車
C58形 (1, 2)
開業に先立ち新造された、車軸配置2-6-2 (1C1) 形過熱式テンダー機関車。1941年（昭和16年）汽車製造製、製造番号2075、2076。国鉄C58形と同一設計（ただし給水温め器なし）で、最大幅・最大高が地方鉄道車両定規を超過するため特別設計許可を得ている。1940年（昭和15年）3月4日設計認可。給水温め器は当初より装備されなかったとされているが、許認可文書では竣功後に「補修上種々の不便あり」との理由で給水温め器撤去の設計変更を申請して認可されており、実態は不明。廃線まで主力として使用された。
9形 (9)
開業に際して車両が不足したために、車軸配置2-6-2 (1C1) 形タンク機関車の夕張鉄道9号を借入れた後、1942年（昭和17年）3月23日認可で譲り受けたもの。1925年（大正14年）汽車会社製、製造番号870の元筑波鉄道9号機。廃線まで使用された。
9600形 (3、9600-3)
3は国鉄9600形49695を譲り受けたもので、1921年（大正10年）川崎造船所製、製造番号694。1949年（昭和24年）4月9日設計認可。入線10月あまりで翌年には三菱鉱業芦別鉱業所専用鉄道に譲渡（1950年（昭和25年）3月20日引渡し）されて9600-3となり、さらに1962年（昭和37年）三菱石炭鉱業大夕張鉄道線に譲渡されてNo. 6となった。
9600-3は国鉄9600形9617を譲り受けたもので、1914年（大正3年）川崎造船所製。1959年（昭和34年）9月30日設計認可。廃線まで在籍した。

### 客車
ハ1形（ハ1、ハ2、ハ3）
1943年（昭和18年）3月26日設計認可で国鉄より譲受けた木製2軸客車で、入線に際して自動連結器に交換された。開業までに購入の目途がつかず、竣功監査時には夕張鉄道より2軸客車2両を借入れていた。
ハ1、ハ2は国鉄ロ2、ロ1（元・新宮鉄道2、1）を譲り受けたもので、前身は1910年（明治43年）に南海鉄道が自社製造したろ21、ろ22。
ハ3は国鉄ハ15（元・新宮鉄道ハ15）を譲受けたもので、1912年（明治45年）大宮工場製。片側クロスシート、片側ロングシート。
ナハ100形（ナハ101、ナハ103）
ナハ101は夕張鉄道キハニ1を譲り受けたもので、1912年（明治45年）汽車会社製の工藤式蒸気動車、国鉄キハニ6453が前身。1943年（昭和18年）2月13日に蒸気動車として譲受認可を得ているが、翌年には国鉄木製ボギー客車に車体を振り替えたようで、当線で蒸気動車として使われた期間があるかどうかは不明。定員：夏84、冬76。
ナハ103は1954年（昭和29年）10月26日認可で国鉄より譲受けた木製ボギー客車で、国鉄での番号はナハフ14390。1910年（明治43年）日本車輌製。定員：夏84、冬76
ナハフ14100形（ナハ102）
1952年（昭和27年）1月15日認可で国鉄より譲受けた木製ボギー客車で、国鉄での番号はナハフ14389。1910年（明治43年）日本車輌製。定員：夏80、冬72。
ナハフ100形（ナハフ104）
1957年（昭和32年）8月22日認可で国鉄より譲受けた木製ボギー客車で、国鉄での番号はナハフ17633（竣功図による。ナル17633との報告もあり、そちらが正確か）。1911年（明治44年）大宮工場製の元ナハフ14100。定員：夏76、冬68。

### 貨車
ワ11形（ワ11 - 12）
開業に際して1941年（昭和16年）9月9日設計認可を受け、同年12月汽車製造東京支社で新造された10t積木製2軸有蓋車。
ワ101形（ワ101 - 103）
いずれも鉄道軌道統制会より斡旋を受けて購入したもので、1945年（昭和20年）11月21日設計認可
ワ101は篠山鉄道ワ1を譲受けた8t積木製2軸有蓋車で、国鉄ワ1494形ワ7538が前身。1896年（明治29年）11月平岡工場製。
ワ102は国鉄より譲受けた7t積木製2軸有蓋車で、1919年（大正8年）日本車輌製造製。
ワ103は篠山鉄道ワ2を譲受けた8t積木製2軸有蓋車で、国鉄ワ6484形ワ6672が前身。1898年（明治31年）5月ドイツ・バンデルチーベン製。1946年（昭和21年）チ200形チ201に改造された。
ワフ1形（ワフ1 - 3）
ワフ1、2は開業に際して1941年（昭和16年）9月9日設計認可を受け、同年10月汽車会社東京支社で新造された10t積木製2軸有蓋緩急車。
ワフ3は成田鉄道より譲受けた8t積木製2軸有蓋緩急車で、1925年（大正14年）10月汽車会社東京支社製。鉄道軌道統制会より1944年（昭和19年）1月31日付で斡旋を受けて購入したもので、1945年（昭和20年）5月5日設計認可。
ト21形（ト21、22）
開業に際して1941年（昭和16年）9月9日設計認可を受け、同年12月汽車会社東京支社で新造された10t積木製2軸無蓋車。
ト14700形（ト23）
1949年（昭和24年）4月2日認可で国鉄より譲り受けた12t積木製2軸無蓋車で、国鉄での番号はト14700形ト14708。
ト10300形（ト24）
1949年（昭和24年）4月2日認可で国鉄より譲り受けた12t積木製2軸無蓋車で、国鉄での番号はト10300形ト10441。
ト6000形（ト25、26）
1949年（昭和24年）4月2日認可で国鉄より譲り受けた10t積木製2軸無蓋車で、国鉄での番号は順にト6000形ト7171、ト8895。
ト1形（ト27 - 32）
1949年（昭和24年）4月2日認可で国鉄より譲り受けた10t積木製2軸無蓋車で、国鉄での番号は順にト1形ト1606、ト2963、ト16682、ト595、ト16509、ト16563。
トラ51形（トラ51 - 54）
開業に際して1941年（昭和16年）9月9日設計認可を受け、同年12月汽車製造東京支社で新製された17t積木製2軸無蓋車で、鉄道省トラ6000形の同形車。路線廃止後、トラ51 - トラ53は羽幌炭礦鉄道に譲渡された。
チ200形（チ201）
1946年（昭和21年）1月1日認可でワ103より改造した8t積2軸長物貨車。
チラ1形（チラ301 - 303）
1949年（昭和24年）4月2日認可で国鉄より譲受けた18t積ボギー長物貨車で、国鉄での番号は順にチラ1形チラ13、チラ18、チラ22。
セサ500形（セサ510 - 524）
1926年（大正15年）梅鉢鐵工場、日本車輌製造東京支店製の23t積石炭車。元は夕張鉄道に車籍編入されていた北海道炭礦汽船所有の私有貨車で、1941年12月5日認可により借り入れられ、1959年（昭和34年）2月24日認可で当社の所有となった。
セキ1形（セキ1 - 5）
1953年（昭和28年）11月4日認可で国鉄より譲受けた30t積ボギー石炭車で、国鉄での番号はセキ1形セキ3、セキ21、セキ26、セキ43、セキ250。
キ1形（キ1）
1942年（昭和17年）1月15日認可で国鉄より譲受けた木製ラッセル式除雪車で、国鉄での番号はキ1形キ1。1911年（明治44年）手宮工場製。

### 夕張鉄道よりの借入車
開業に際して車両の購入が間に合わず、1941年（昭和16年）12月6日認可で夕張鉄道より借入れた車両
ハ20形（ハ20、21）
夕張鉄道が神中鉄道より購入した木製2軸客車で、ハ1形竣功まで借り入れたようだが、2軸客車2両では輸送力が不足するとして、国鉄木製ボギー客車の借入使用認可も得ていた。
セサ500形（セサ510-524）
北炭所有の充填用火山灰輸送車を前身とする23t積ボギー石炭車

## 通過する自治体
- 留萌市
- 小平町

## 関連する炭鉱
- 北炭天塩鉱
- 住吉炭鉱
- 日新炭鉱
- 天塩炭鉱